# اس‌اس کاوارا
اس‌اس کاوارا (به انگلیسی: SS Cawarra) یک کشتی بود که طول آن ۶۴٫۲۸ متر (۲۱۱ فوت) بود. این کشتی در سال ۱۸۶۴ ساخته شد.